# Taglio ad acqua

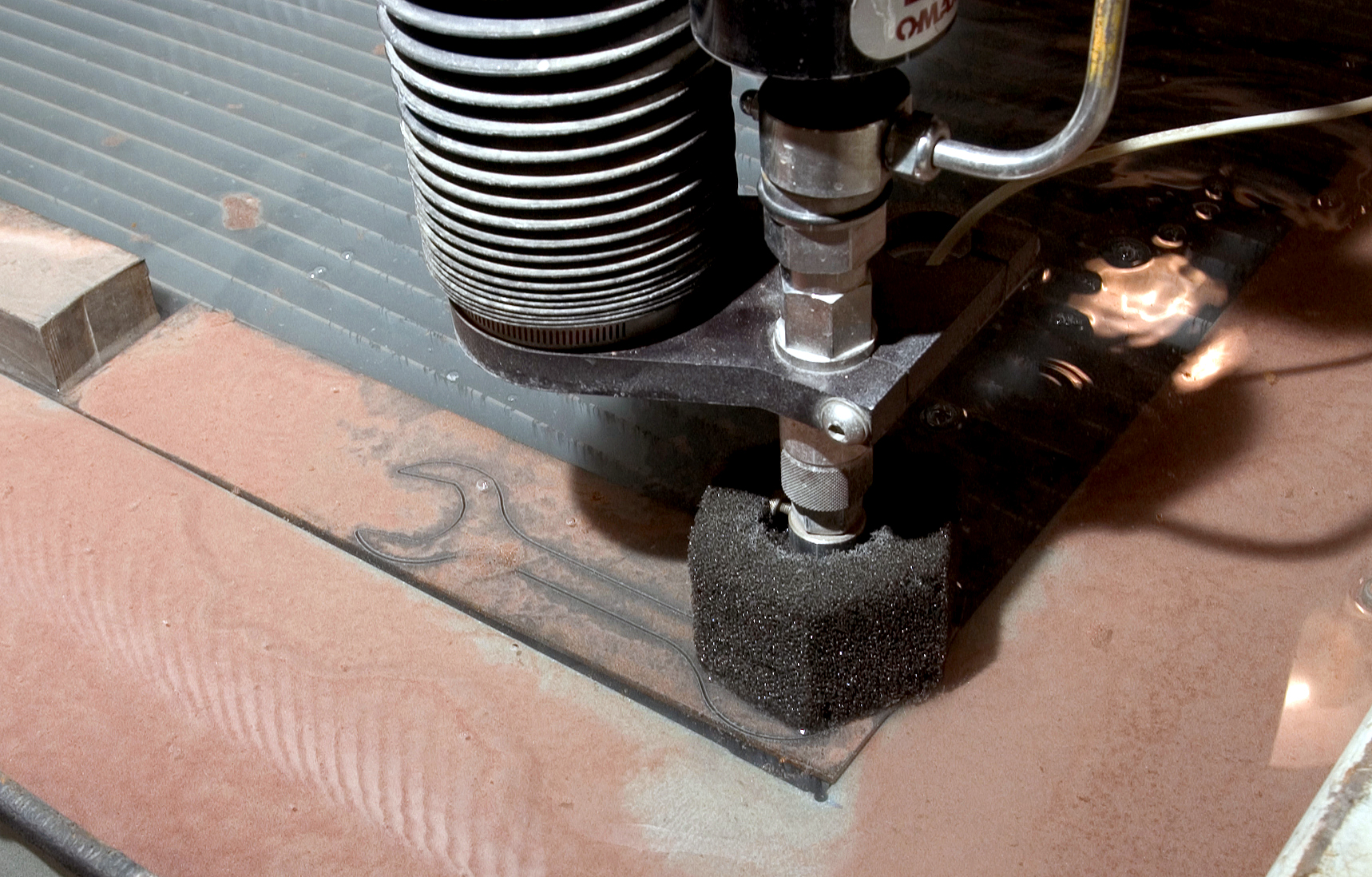
Un esempio di taglio ad acqua

Il taglio a getto d'acqua è una tecnologia di taglio che utilizza un getto d'acqua ad altissima pressione (fino a 7 000 bar) per tagliare numerosi materiali.

## Waterjet

Schema di funzionamento di un sistema waterjet abrasivo. 1: Ingresso acqua ad alta pressione. 2: Ugello (rubino o diamante). 3: Abrasivo (granato). 4: Tubo di miscela. 5: Protezione. 6: Getto di acqua miscelata all'abrasivo. 7: Materiale da tagliare.

Il taglio waterjet abrasivo e ad acqua pura sta guadagnando la popolarità come utensile per tagliare una ampia varietà di materiali. La facilità di programmazione, i costi contenuti di taglio e la possibilità di tagliare pressoché tutti i materiali da pochi decimi di millimetro fino a spessori di 250 mm con precisione del decimo di millimetro ne hanno fatto una macchina essenziale per numerose tipologie di aziende per diverse applicazioni.

## Taglio ad acqua pura e con abrasivi
Il taglio a getto d'acqua senza l'aggiunta di abrasivi trova applicazione anche nel campo alimentare, da cui il nome WJM (water jet machining)
La tecnologia a idrogetto è in grado di tagliare qualsiasi tipo di materiale, con spessori fino a circa 150 mm (15 cm), con un'elevata precisione di taglio (dell'ordine di 1/10 di mm per spessori fino a 40–50 mm). Il taglio ad acqua non provoca alcuna alterazione fisica o deformazione meccanica del pezzo e consente di tagliare materiali di spessore non uniforme e materiali compositi o stratificati.
La larghezza del solco di taglio è molto contenuta permettendo di ottenere la minima quantità di materiale asportato. L'idrogetto consente il taglio di materiali preverniciati e/o rivestiti con pellicola di protezione; inoltre le superfici originate dal taglio presentano poche sbavature.
La tecnologia a idrogetto può tagliare tutti i materiali che il taglio a laser non sarebbe in grado di tagliare senza danneggiare o alterare (come gomma, sughero, pelle, cuoio, materiali espansi, plastica, legno, fibre di carbonio, ecc.) fino a spessori di 350 mm.
Altri materiali lavorabili sono: titanio, ottone, rame, acciaio inossidabile, alluminio, vetro, marmo, ceramica, ecc.
Aggiungendo sostanze abrasive all'acqua è possibile tagliare spessori maggiori o materiali più duri con maggior velocità, in questo caso si parlerà di AWJM (abrasive water jet machining) con il contro di una superiore usura dell'ugello a causa del lavoro compiuto dalle particelle di abrasivo all'interno dello stesso.
L'abrasivo che viene solitamente utilizzato è una sabbia speciale di composizione almandina denominato Garnet che proviene dall'Australia e dall'India. L'abrasivo Garnet ha due origini, sabbioso che quindi si trova già in natura sotto forma di dune sabbiose e di origine rocciosa poi macinato nella granulometria richiesta.

## Caratteristiche del taglio
È possibile tagliare forme in 2D di qualsiasi sagoma con precisioni di ±0,1 mm con macchine utensili dette a "3 assi" (denominati x,y,z solitamente). Si possono inoltre utilizzare robot (5 o più assi) per eseguire smussi e pareti anche con conicità variabili. Data la dinamica del getto non è possibile eseguire pareti raggiate rispetto all'asse verticale.

## Qualità dei bordi

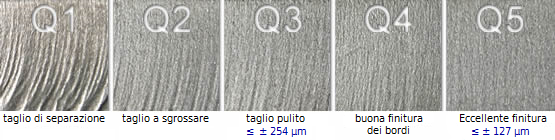
Qualità dei bordi di taglio eseguiti con il taglio ad acqua

La qualità dei bordi per i pezzi eseguiti con il taglio ad acqua è definita con numeri da 1 a 5. I numeri più bassi indicano una finitura più grezza, mentre quelli più alti una finitura migliore. Per i materiali sottili, la velocità di taglio per la qualità 1 è tre volte maggiore della qualità 5. Per materiali più spessi la velocità della qualità 1 può essere 6 volte maggiore di quella della qualità 5. Ad esempio il taglio di una lastra in alluminio spessa 102 mm richiede una velocità di 18 mm⁄min per Q5 e 107 mm⁄min per Q1, ovvero circa 6 volte più veloce.

## Vantaggi e svantaggi
Il taglio a getto d'acqua è un taglio a freddo, quindi non altera le caratteristiche chimico fisiche del materiale tagliato. La ZTA (Zona Termicamente Alterata) è nulla come nulli sono i danneggiamenti locali dovuti alle alte temperature di taglio proprie delle altre tecnologie.
Un ulteriore vantaggio è il non sottoporre il pezzo a particolari sollecitazioni meccaniche durante il taglio come nel caso dell'utilizzo di cesoie.
Gli svantaggi sono l'usura dell'ugello per la tecnica AWJM, la rumorosità prodotta durante la fase di taglio e l'impossibilità di eseguire lavorazioni 3d complesse come si può fare invece con una fresatrice.